# Ollakanjärvet (Junosuando socken, Norrbotten, 753001-178261)
Ollakanjärvet är en sjö i Pajala kommun i Norrbotten och ingår i Torneälvens huvudavrinningsområde.